# Christophe Chassol
Christophe Chassol, dit Chassol, né en 1976 à Issy-les-Moulineaux (Hauts-de-Seine), est un compositeur, arrangeur et claviériste français.
Formé au Berklee College of Music de Boston, il compose pour le cinéma, la télévision et la publicité. Il se consacre à l'« harmonisation du réel,, » (« ultrascore, »), adaptation au jazz de la « mélodie du discours » développée par Steve Reich. Il est l'auteur de six albums, parus chez Tricatel. Il collabore avec de nombreux artistes de la scène musicale internationale tels que Frank Ocean, Solange, Sébastien Tellier, Phœnix, et travaille également avec des plasticiens, tels que Sophie Calle ou Xavier Veilhan.

## Biographie
Christophe Chassol naît en 1976 à Issy-les-Moulineaux de parents martiniquais. Son père est saxophoniste et clarinettiste amateur. Christophe entre à l'âge de 4 ans au conservatoire de musique, où il passera seize années.
Il obtient une bourse au Berklee College of Music de Boston dont il sera diplômé en 2002.
Il est chef d'orchestre de 1994 à 2002. Il enseigne au collège Louis-Pasteur de Brunoy en 1999-2000, puis en lycée de 2000 à 2002[réf. nécessaire]. Puis, il travaille entre autres avec le groupe Phoenix, Keren Ann, Acid Washed, etc.
En 2003, il arrange l'album Politics de Sébastien Tellier et la bande originale du film Narco de Tristan Aurouet et Gilles Lellouche.
Ses parents décèdent dans le crash de l'avion 708 de la West Caribbean en 2005.
En 2008, il participe au programme court Le Court de Musique.
En 2009, il est commissionné par le Musée d'art contemporain de La Nouvelle-Orléans (en) pour réaliser un mini-film, NOLA Chérie, et en composer la musique. L'objectif est d'« harmoniser » La Nouvelle-Orléans, capitale de la musique vivante. Signé chez Tricatel, NOLA Chérie apparaît sur l'album X-Pianos, un recueil de 33 titres au format DVD/CD.
En 2012, il réalise l'album CD/DVD Indiamore sur Calcutta et Bénarès. Il mêle des harmonisations de sons, d'images et de musique traditionnelle avec des suites d'accords aux sonorités pop et jazz. Il entame alors une série de concerts accompagné du batteur Jamire Williams.
En 2014, il est lauréat de la sélection FAIR et du Prix Deezer Adami.
En 2015, il compose l'album Big Sun, un hommage à la Martinique où il continue son projet d'harmoniser les bruits et sons de la rue. Il baptise son style « ultrascore ». Il initie alors une tournée internationale, accompagné du batteur Mathieu Edward.
En 2016, il participe à la composition de l'album Endless de Frank Ocean.
De 2017 à 2021, il anime une chronique hebdomadaire sur France Musique où il analyse un morceau de musique moderne ou contemporaine. En 2017 également, il collabore avec l'artiste Xavier Veilhan dans le cadre du Studio Venezia au pavillon français de la biennale de Venise.
En 2019, il participe à l'album When I Get Home de Solange en tant que compositeur et coproducteur.
En 2020, sort son nouvel album Ludi, nouveau projet d'« ultrascore » inspiré du roman Le Jeu des perles de verre de Hermann Hesse.
En 2023, il participe à l'exposition sonore des « Marguerites Gaumont »,,
Depuis 2022, il anime sur Arte l'émission "Ground Control". Chaque émission accueille un musicien (ou un groupe) qui se produit en live dans l'espace "Ground Control" à Paris (un ancien centre de tri postal reconverti en espace culturel) ; l'émission entremêle une interview de l'artiste et les morceaux joués durant le concert.

## Vidéos  et expositions
- 2005 : Résidence au 18th Street Arts Center de Los Angeles - compositions, expositions, performances.
- 2007 : Biennale de Venise (Sophie Calle, Prenez soin de vous) - composition
- 2007 : Boris & les Sortilèges, vidéo dʼaprès Vanishing Point de Xavier Veilhan - conception, réalisation, composition
- 2007 - 2008 : Ultrascores, vidéos - conception, réalisation, compositions
- 2009 : NOLA Chérie, ultrascores, Warm Re-Synch, exposition au Centre d'art contemporain de la Nouvelle-Orléans
- 2009 : Peter Klasen Photoplay, ultrascore et performance au LAAC Dunkerque
- 2010 : Animal Conducteur, film (ultrascore de répétitions de lʼorchestre national de Lille dirigé par Jean-Claude Casadesus
- 2010 : Salut Maria !, vidéo exposition à l'Angélus (Barbizon)
- 2010 : Noise Hanoï, composition et performance de la musique du ballet à lʼopéra dʼHanoï
- 2010 : Chanel Pouchine, composition de la musique de lʼexposition Chanelau, Musée dʼArt moderne de Shangaï
- 2011 : Creuser dans la langue une langue étrangère, exposition vidéos ultrascores (Galerie Léoni - Paris)
- 2016 : Six Pianos, réinterprétation de l'œuvre de Steve Reich à la Philharmonie de Paris.
- 2017 : A crack in everything, exposition Leonard Cohen, installation Ultrascore - MAC de Montréal
- 2017 : Studio Venezia de l'artiste Xavier Veilhan - Pavillon français de la biennale de Venise.
- 2019 : A crack in everything, exposition Leonard Cohen, installation Ultrascore - Jewish Museum de New-York

## Filmographie
- 2001 : Anywhere Out of This World
- 2002 : thème musical et logo de Gaumont
- 2003 : habillage musical des chaînes câblées TPS
- 2003 : Touché par la grâce
- 2003 : Mauvais Esprit de Patrick Alessandrin
- 2004 : Et dans le ciel un papillon
- 2004 : Mateo Falcone d'Olivier Volpi
- 2004 : Le Plus Beau Jour de ma vie de Julie Lipinski
- 2006 : Homicides de Yann Le Nivet et W. Solal
- 2006 : Everytime I Breathe Out, You're Breathing In d'Alex Jablonski
- 2007 : Bouncing Balls de Jordan Feldman
- 2009 : Veilhan Versailles Jordan Feldman
- 2011 : A Day in The Life of Hank Skinner de Jordan Feldman
- 2011 : The Incident d'Alexandre Courtes
- 2012 : Dark Touch de Marina de Van
- 2015 : Lamb de Yared Zeleke
- 2016 : Dark Touch de Marina de Van
- 2020 : Tout simplement noir de Jean-Pascal Zadi
- 2024 : On fait quoi maintenant ? de Lucien Jean-Baptiste

## Performances
Cette section ne s'appuie pas, ou pas assez, sur des sources secondaires ou tertiaires indépendantes du sujet.

Pour l'améliorer, ajoutez-en, ou placez des modèles {{Source secondaire souhaitée}} ou {{Source secondaire nécessaire}} sur les passages mal sourcés. (juin 2022)
- 1994 – 1998 : Concerts avec divers groupes : rock, latin, hip-hop, reggae, électroniques, jazz, compositions et performances pour le théâtre, la danse, la radio.
- 1999 : Création du quartet de jazz contemporain et du quatuor à cordes Supernova - enregistrements et concerts (Sunset, Ducs des Lombards, Cithéa)
- 1999 : Assistant de direction du Sofia Symphony Orchestra
- 1999 : Création de lʼInstitut COBRA, orchestre de jazz contemporain de 24 musiciens - enregistrements et concerts (New Morning, Cité de la Musique...)
- 2003 : Concerts avec un orchestre à cordes de seize musiciens - composition, arrangements, direction d'orchestre (Bataclan, Casino de Paris, Olympia)
- 2003 : Création du quartet expérimental Dashaa, concerts et enregistrements
- 2004 : Alcools, piano et poésie duo - concerts et enregistrements - piano, compositions
- 2004 : Phoenix, tournée mondiale (Europe, Asie, États-Unis) : piano, claviers, arrangements, en ouverture des concerts de Lenny Kravitz, Dido, Air, Franz Ferdinand, Leslie Feist
- 2005 : 18th Street Arts Center, série de concerts expérimentaux en collaboration avec les plasticiens résidents
- 2007 : X-pianos, série de concerts avec Cécile Daroux (Boulez, Steve Reich, Xenakis, Bério)
- 2008 : Avtosamples, série de concerts solo (4 synthétiseurs, ordinateur et vidéos)
- 2008 : Sebastien Tellier Sexuality, tournée mondiale (Europe, Asie, États-Unis, France (Olympia, Beaubourg, La Cigale), en ouverture des concerts de The Cure, Iggy Pop - piano, claviers, arrangements
- 2009 : Peter Klasen Photoplay, performances concert-vidéo LAAC Dunkerque / Tri Postal Lille
- 2010-2012 : Acid Washed, tournées États-Unis, Europe, Asie
- 2011 : Keren Ann, concerts en Europe, album 101
- 2011 : Bertrand Burgalat & Christophe Chassol, performances au musée d'art moderne de la ville de Paris
- 2011 : NOLA Chérie, concerts en Europe, États-Unis
- 2011 : Indiamore, concerts en Europe, États-Unis, Asie
- 2015 : Lancement de la tournée internationale Big Sun, concerts en Europe, Asie, Amérique du Nord, Amérique du Sud. Plus de 200 concerts depuis 2015.
- 2016 : Philharmonie de Paris, Steve Reich's anniversary, réinterprétation de Six Pianos, et Indiamore avec un ensemble de flûtistes.
- 2017 : Studio Venezia de Xavier Veilhan, au pavillon français de la biennale de Venise.
- 2018 : Philharmonie de Paris, Week-end des musiques à l'image, performance ultrascore composée d'inédits, double concert[20][source secondaire nécessaire].
- 2019 : Présentation avant-première de Ludi à Flagey, Bruxelles